# Knochenschiff

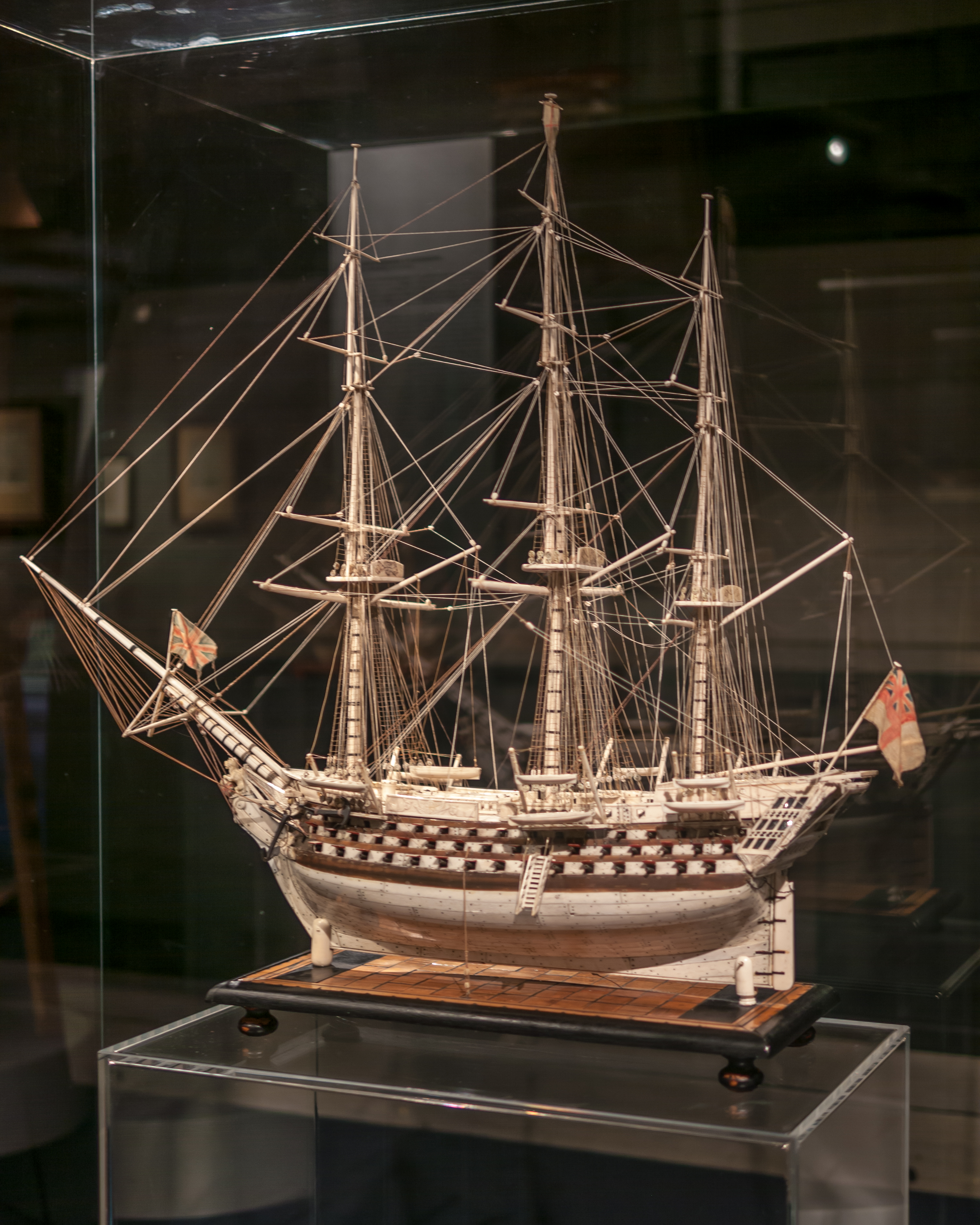
Kriegsschiff ersten Ranges, 1804 (heute im Internationalen Maritimen Museum Hamburg).

Ein Knochenschiff ist ein Schiffsmodell, das ganz oder zum Teil aus Tierknochen hergestellt wurde. Knochenschiffe wurden vor allem während der Napoleonischen Kriege von französischen Seeleuten in britischer Kriegsgefangenschaft hergestellt, so genannte Kriegsgefangenenmodelle.

## Knochenschiffe französischer Seeleute
Französische Seeleute in britischer Kriegsgefangenschaft während der und nach den napoleonischen Kriegen waren anfänglich in abgetakelten Schiffen an der englischen und schottischen Küste und später in eigens gebauten Gefängnissen interniert. Dort fertigten manche von ihnen Schiffsmodelle an und verkauften sie an ihre Bewacher, die ihnen auch entsprechendes Werkzeug zur Verfügung stellten. Teilweise wird dies auf die ins Mittelalter zurückreichende Elfenbeinschnitzer-Tradition der französischen Stadt Dieppe zurückgeführt.
Die Kriegsgefangenen fertigten die Schiffsmodelle aus dem Gedächtnis an. Die Bauweise ist französisch, zur besseren Verkaufbarkeit wurden die Modelle mit Merkmalen britischer Kriegsschiffe versehen. Als Material wurde Holz sowie für die äußere Verkleidung Schafs- und Rinderknochen verwendet, für die Takelage Haare von Tieren und Menschen oder auch Seide.

### Sammlungen
Knochenschiffe sind heute Sammlerstücke und werden in Schifffahrtsmuseen auf der ganzen Welt ausgestellt, insbesondere in Großbritannien. 32 Exemplare befinden sich im Internationalen Maritimen Museum Hamburg.

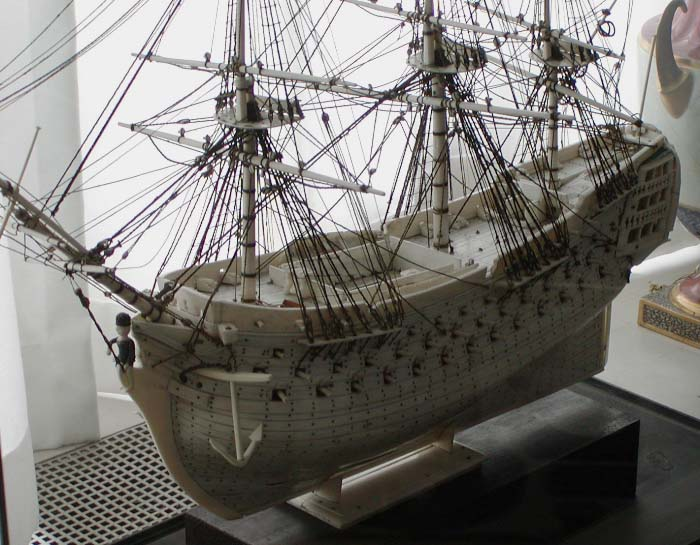
Modell in Schloss Rosenborg.
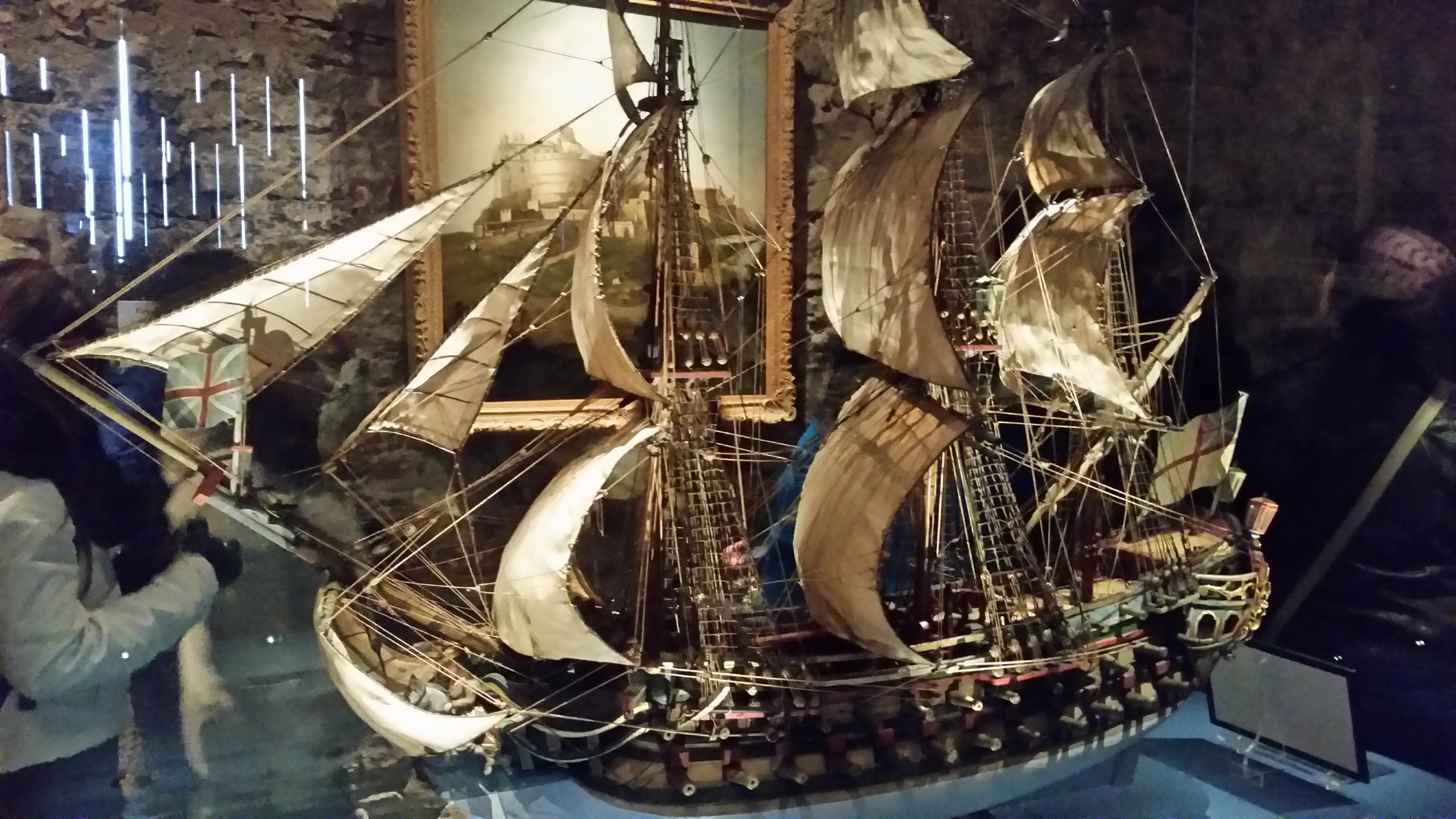
HMS St. George (heute in Edinburgh Castle).
Modell in Schloss Rosenborg.
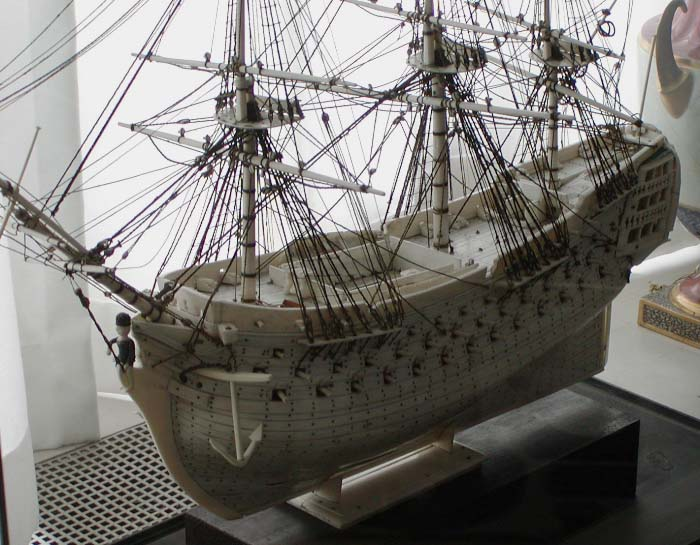
Modell im Auckland War Memorial Museum.
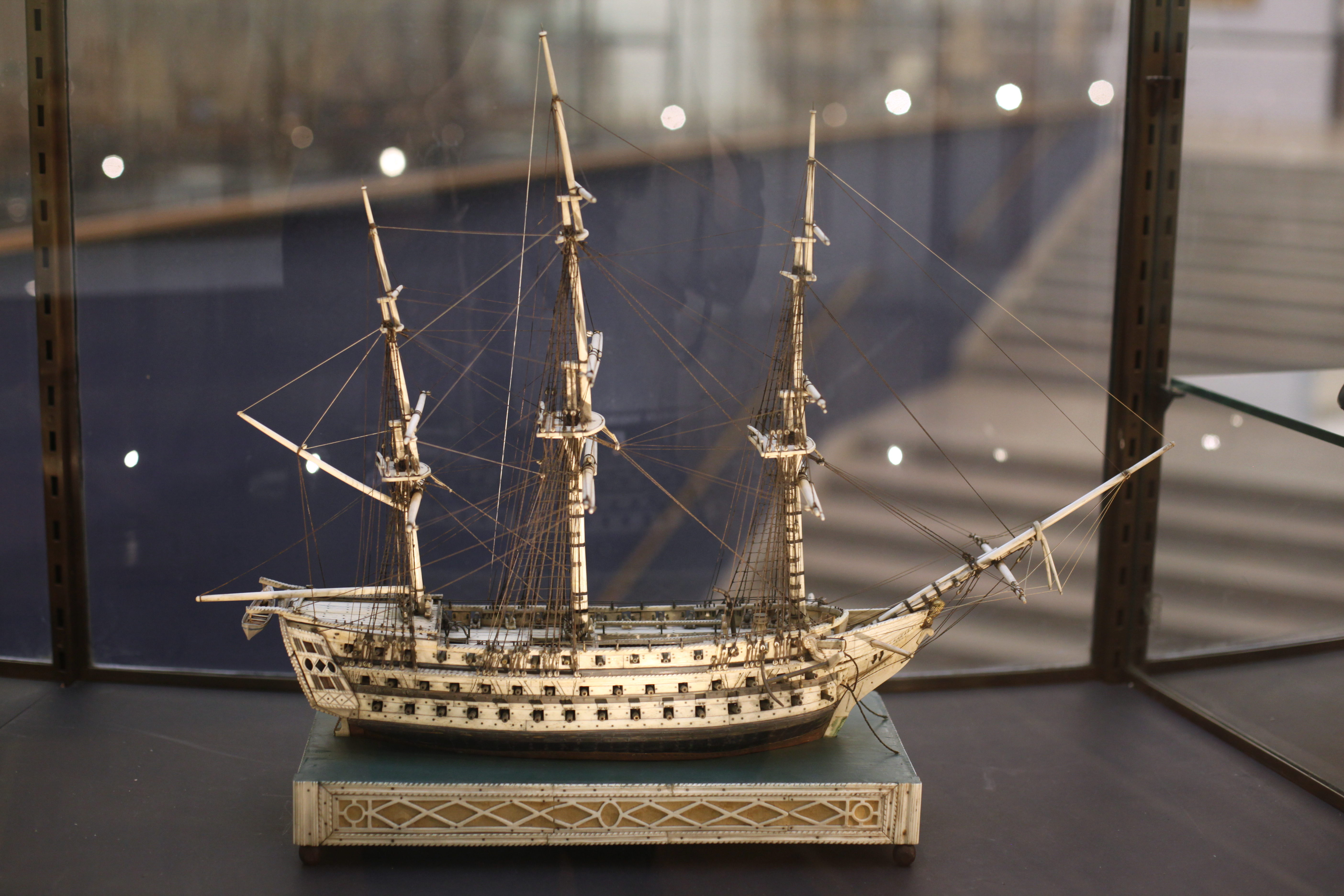
Modell im Musée national de la Marine.

## Andere Verwendungen des Begriffs
- „Knochenschiff“ bezeichnet auch ein Schiff, das nur mit schwerer Arbeit – mit „Knochenarbeit“ – seetüchtig ist[4] oder wird als gruselige literarische Metapher verwendet.[5][6][7]
- Nach ihrer Ladung als „Knochenschiffe“ waren Schiffe benannt, die Knochen aus Schlachthäusern zur Verarbeitung in Seifen- oder Leimfabriken transportieren.[8][9][10]